# 前577年
| 千纪： | 前1千纪 |
| 世纪： | 前7世纪 \| 前6世纪 \| 前5世纪 |
| 年代： | 前600年代 \| 前590年代 \| 前580年代 \| 前570年代 \| 前560年代 \| 前550年代 \| 前540年代 |
| 年份： | 前582年 \| 前581年 \| 前580年 \| 前579年 \| 前578年 \| 前577年 \| 前576年 \| 前575年 \| 前574年 \| 前573年 \| 前572年                                                                      |
| 纪年： | 周简王九年 魯成公十四年 齐灵公五年 晋厉公四年 秦桓公二十七年 宋共公十二年 楚共王十四年 衛定公十二年 陈成公二十二年 蔡景侯十五年 曹成公元年 郑成公八年 燕昭公十年 吴王寿梦九年 杞桓公六十年 |

## 大事記
- 9月或10月，阿奇卡姆的儿子基达利亚（英语：Gedaliah）在犹地亚的米兹帕（英语：Mizpa）被凯拉赫的儿子以实玛利（英语：List of minor Old Testament figures, A–K）殺死。

## 出生
- 日本的安寧天皇出生

## 逝世
- 秦桓公，秦國君主（生年不詳）。